# Apomys aurorae
Apomys aurorae är en gnagare i familjen råttdjur som förekommer i Filippinerna.
Vuxna exemplar når en kroppslängd (huvud och bål) av 12,6 till 15,2 cm, en svanslängd av 12,9 till 15,3 cm och en vikt av 58 till 92 g. Bakfötterna är 3,3 till 3,7 cm långa och öronen är 1,8 till 2,1 cm stora. Liksom andra släktmedlemmar har arten långa och smala bakfötter, en svans som är glest täckt med tunna hår och långa morrhår som når fram till axlarna när de böjs bakåt. Honor har två spenar vid ljumsken. Ovansidan och extremiteternas utsida är täckta med rödbrun päls och några mörka ställen ser nästan svarta ut. Undersidans päls består av hår som är gråa nära roten och vita vid spetsen. Ibland är undersidans päls mer gråbrun. Mellan den rödbrun och den gråbruna pälsen finns en tydlig gräns. Huden på framtassarnas och bakfötterna ovansida saknar pigment och den är täckt av vita hår. Apomys aurorae har en ganska kort första tå vid bakfoten. Allmänt är svansen uppdelad i en mörk ovansida och en vit undersida. Ibland hittas på undersidan några mörka fjäll med tillhörande mörka hår.
Utbredningsområdet ligger i en bergstrakt på östra Luzon (provins Aurora) i Filippinerna. Denna gnagare lever i områden som ligger 300 till 1675 meter över havet. Den vistas främst i städsegröna regnskogar och i andra fuktiga skogar. Några exemplar hittades i angränsande områden som förändrades måttlig av människan.
Enligt en studie från 2016 äter Apomys aurorae frön, insekter och daggmaskar. Detta råttdjur vistas på marken och det letar på natten efter föda. Honor föder vanligen två ungar per kull.
I det angränsande låglandet ersattes den ursprungliga skogen med ny skog eller med jordbruksmark. I bergstraktens höga delar lever arten ganska ostörd. IUCN uppskattar att populationen ökar och listar Apomys aurorae som livskraftig (LC).